# Draba
Draba és un gran gènere de plantes de la família Brassicàcia que compta amb unes 300 espècies.
Està àmpliament representat en la flora mundial, sobretot a la regió boreo-alpina i des dels Andes fins a la Patagònia, també a zones fredes com la tundra. La majoria són plantes heliòfiles de les roques i de les pastures pedregoses.
Als Països Catalans són autòctones les espècies següents: Draba aizoides, D. hispanica, D. muralis, D. nemorosa, D. tomentosa, D.fladnizensis i D. siliquosa.

## Algunes espècies
- Draba albertina -
- Draba aretioides
- Draba aureola -
- Draba cacuminum
- Draba californica - Califòrnia
- Draba cruciata -
- Draba cuneifolia -
- Draba densifolia -
- Draba ecuadoriana
- Draba extensa
- Draba hookeri
- Draba lactea - Lapònia
- Draba obovata
- Draba splendens
- Draba spruceana
- Draba steyermarkii
- Draba stylosa
- Draba subumbellata -
- Draba verna -
- Draba violacea